# MPR500

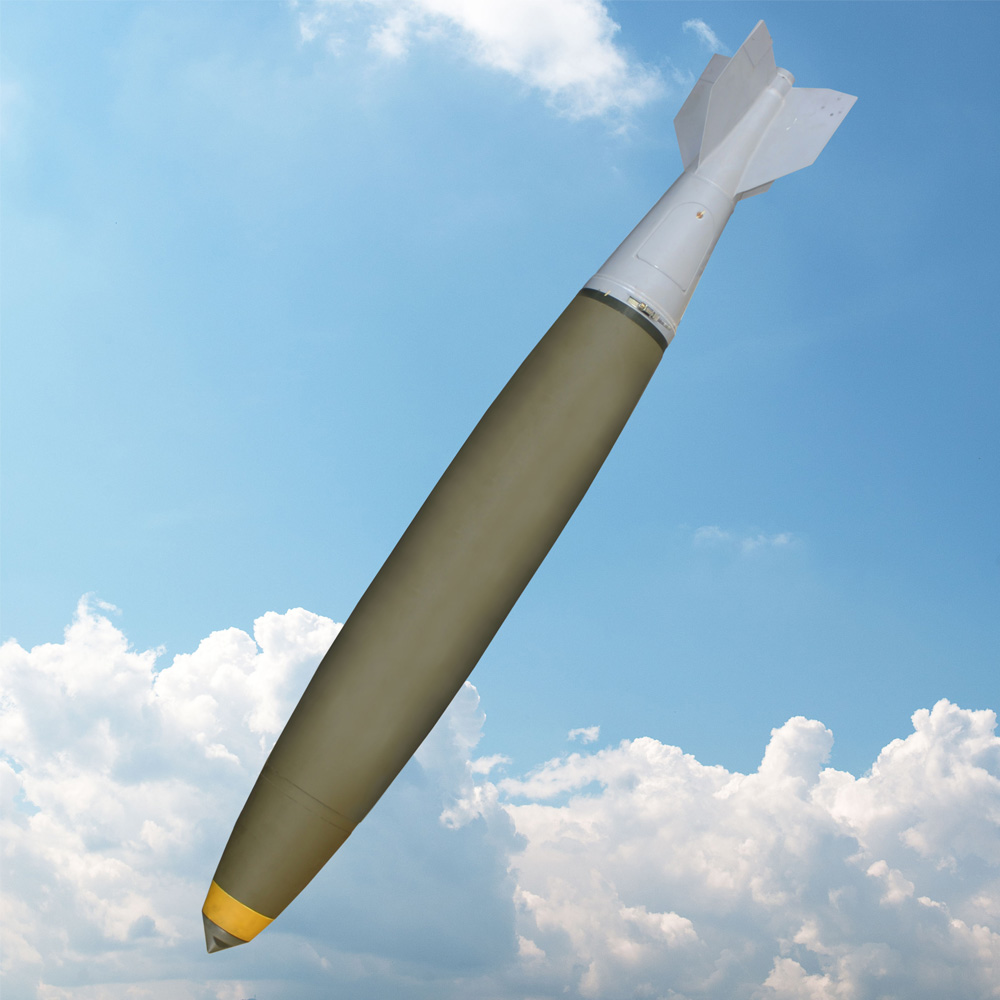

MPR500是以色列军事工业公司制造的500磅、多用途刚性穿透 (Multi-Purpose Rigid penetration) 和地面攻击炸弹。它具有马克84炸弹的效能和马克82炸弹的尺寸，可以穿透1米高的钢筋混凝土。
波音公司已批准其使用JDAM导引套件。在“保护边缘行动”期间，以色列空军意识到MPR炸弹可提供95％的命中率和目标破坏力。

## 性能
MPR500的強化彈頭可以貫穿1公尺強化混凝土，或者是4層20公分混凝土樓板（標準的樓板約15公分，20公分為確保穿透），而在引爆時，MPR500可以噴濺出約26000個破片。同時，強化的彈頭也可以避免炸彈在撞擊目標時預先碎裂，導致威力降低。